# Antonio Canevale
Antonio Canevale war ein österreichischer Architekt, Maurer-Meister und Baumeister.

## Leben
Er stammte aus einer weit verzweigten italienischen Baumeisterfamilie, deren Mitglieder vorwiegend aus Lanzo d’Intelvi kommen und im 17. und 18. Jahrhundert in Böhmen, Mähren, der Slowakei, Schlesien, Ungarn und Österreich tätig waren. Antonio war vor allem in der ersten Hälfte des 17. Jahrhunderts tätig. Er war der Bruder des Linzer Maurer- und Baumeisters Francesco Carnevale. 

## Werke
Vor dem Jahr 1600 führte er Maurerarbeiten im Stift Wilhering durch. Um 1600 errichtete er eine Taverne und eine Scheune für das Stift Spital am Pyhrn. 1605 wurde das Schloss Nové Hrady nach seinen Plänen gebaut. Bis 1608 war er mit dem Renaissance-Umbau des Wasserschlosses Schwertberg beschäftigt. Um 1609/10 war er als Maurer im Dienste der oberösterreichischen Landstände tätig und arbeitete u. a. am Festungsbau in Neuhaus an der Donau mit. Gemeinsam mit Jakob Spazio und Cypriano Biasino als Bauführer wurde der Wiederaufbau der Dominikanerkirche in Wien in den Jahren 1630 bis 1634 durchgeführt, wobei die übernommenen Arbeiten das Abtragen der Kirche und zur Anfertigung der Fundamente für den Neubau samt Kapellen, Grüften, Oratorien, Chor und Fassade umfassten.